# Urvertrauen
Das Urvertrauen ist ein Begriff, der in Biosoziologie, Psychologie und Psychoanalyse verwendet wird. Sein Bedeutungsumfang sowie auch der Begriff selbst sind häufig Gegenstand von Diskussionen.

## Differierende begriffliche Entwicklungen

### Ich-Psychologie
1950 führte der Freud-Schüler und Kinderpsychologe Erik H. Erikson in Childhood and society das Konzept des (basic) trust (wörtlich „basales Vertrauen“) ein. In der deutschen Erstausgabe von Kindheit und Gesellschaft im Jahr 1957 wurde dieser Begriff mit „Urvertrauen“ übersetzt.
Eriksons Beitrag zur sich entwickelnden Ich-Psychologie suchte das tiefenpsychologische Entwicklungsmodell der infantilen Sexualität nach Freud durch ein paralleles Modell auf der Ebene der Ich-Entwicklung zu ergänzen. Nach Erikson erwirbt der Säugling im ersten Lebensjahr, in der oralen Phase Freuds, ein Grundgefühl, welchen Situationen und Menschen er vertrauen kann und welchen nicht. Es erlaubt dem Menschen, seine Umwelt differenziert wahrzunehmen und zu beurteilen, und entspricht in der Gefühlsqualität der optimistischen Zuversicht des Erwachsenen im selbstvertrauenden Umgang mit der Welt. In Eriksons Stufenmodell der psychosozialen Entwicklung begünstigt der Erwerb eines soliden Urvertrauens auf dieser ersten Entwicklungsstufe die Bewältigung der darauf folgenden Entwicklungsschritte. Eine mangelhafte Ausbildung dieses Grundgefühls hat entsprechend eine erschwerte weitere Entwicklung zur Folge und führt u. U. zu späterer spezifischer Verhaltensauffälligkeit: Der Mangel wird hier durch Vertrauensseligkeit überkompensiert.

### Bindungstheorie
Heute stimmen Entwicklungspsychologen darin überein, dass in den ersten Lebensjahren die Weichen dafür gestellt werden, ob wir der Welt und den Menschen um uns herum tendenziell vertrauen oder eher nicht. Die Erfahrung von Zuverlässigkeit in der Kindheit habe weitreichende Folgen für unsere psychische Entwicklung, lautet auch die Grundannahme der Bindungstheorie des britischen Psychiaters John Bowlby. Diese Theorie besagt: Eine sichere Bindung zwischen Kleinkind und primärer Bezugsperson ist Voraussetzung dafür, im Erwachsenenalter stabile Beziehungen aufbauen zu können. Was für Erikson das basic trust war, ist für Bowlby die sichere Bindung.

### Biosoziologie
Neben Übersetzerwortwahl aus dem Jahr 1957 hat der Soziologe Dieter Claessens 1962 das Konzept eines „Urvertrauens“  entwickelt, empirisch enger bestimmt und damit gezielt das erste Lebensjahr des Säuglings thematisiert. Es geht bei Claessens darum, ab wann der Säugling überhaupt lernt und Vertrauen zu irgendetwas entwickelt. Nach ihm erwirbt jeder Mensch in der allerersten Lebenszeit (im „extra-uterinen Frühjahr“) die Grundeinstellung, dass er Situationen und Menschen vertrauen kann, oder aber er erwirbt sie nicht und kann sie dann im späteren Leben nicht mehr nachholen. Dieser Lebensabschnitt wird auch als seine „zweite“, nämlich die „soziokulturelle“ Geburt bezeichnet. Das Urvertrauen – ebenso bei dessen Fehlen auch das Urmisstrauen – ist demnach für alle spätere Entwicklung von Beziehungen zu anderen Menschen und für die Charakterbildung maßgeblich, es ist einer der Grundpfeiler, auf die sich die Entwicklung und Ausprägung einer gesunden Persönlichkeit stützt.

## Kennzeichnung
Urvertrauen entwickelt sich im sehr frühen Kindesalter durch die verlässliche, durchgehaltene, liebende und sorgende Zuwendung von Dauerpflegepersonen (zumeist den Eltern). Es verschafft die innere emotionale Sicherheit, die später zu einem Vertrauen in seine Umgebung und zu Kontakten mit anderen Menschen überhaupt erst befähigt. Urvertrauen ermöglicht angstarme Auseinandersetzung mit der sozialen Umwelt.
Es ist also die Grundlage für:
- Vertrauen auf sich selbst, Selbstwertgefühl, Liebesfähigkeit („Ich bin es wert, geliebt zu werden.“ „Ich fühle mich geborgen.“)
- Vertrauen in andere, in Partnerschaft, Gemeinschaft („Ich vertraue dir.“ „Wir lieben uns.“ „Ich weiß mich verstanden und angenommen.“)
- Vertrauen in das Ganze, in die Welt („Es lohnt sich, zu leben.“)

Lieblosigkeit, Vernachlässigung oder Misshandlung können zu einer mangelhaften Ausbildung des Urvertrauens führen. Hiermit können Beziehungs- und Bindungsprobleme von Menschen erklärt werden. Folgestörungen können Misstrauen, Depressionen, Angstzustände, Aggressivität u. a. m. sein.
Der Unterschied liegt jedoch darin, dass der Soziobiologe Claessens im Gegensatz zu Erikson eine Fehlentwicklung des Säuglings nach Abschluss des ersten Lebensjahres als nicht mehr behebbar ansieht.

## Beispiele
Therapeutisch kann solchen Missentwicklungen der frühesten Kindheit mit dem Konzept des Containing begegnet werden. Das „Urmisstrauen“ kann auch auf den sogenannten Geburtsschock oder andere Umstände während der Geburt, insbesondere bei einer Risikogeburt, zurückgeführt werden.
Folgende Lebensumstände können eine ausreichende Entwicklung des Urvertrauens gefährden oder verhindern:
- Die Trennung von der Mutter (Dauerpflegeperson) und der häufige Wechsel von Ersatzbindungspersonen. Diese Situation ist typisch bei Lager-, Heim- oder Krankenhausaufenthalten von Säuglingen und Kleinkindern.
- Materielle oder soziopsychische Verelendung kann eine totale Deprivation bewirken. Überlebt das Kind, so muss mit einem dauerhaften Argwohn, mit Depressionen, Angstzuständen, Aggressivität und Verzögerungen der geistigen oder motorischen Entwicklung u. a. m. gerechnet werden (Entwicklungsretardierung).
- Wenn der Säugling im Familienhaushalt oder bei Alleinerziehenden unerwünscht ist, kann die Entwicklung des auf konstante Verlässlichkeiten angewiesenen Urvertrauens stark geschädigt werden.